# Американско-еврейское историческое общество
Американско-еврейское историческое общество (англ. American Jewish Historical Society, сокр. AJHS) — было основано в 1892 году с целью повышения осведомленности и понимания истории американских евреев , а также служить национальным научным ресурсом для исследований посредством сбора, сохранения и распространения материалов, касающихся истории американских евреев. Офисы организации расположен в 1892 году в Нью-Йорке.

## Деятельность и архивы
Американское еврейское историческое общество — старейшая национальная этноисторическая организация в США. Библиотека организации, архивы, фотографии, коллекции произведений искусства и артефактов документируют факты и события жизни американских евреев размещены в Центре еврейской истории на Манхэттене.  
Американское еврейское историческое общество имеет около 40 миллионов единиц исторических документов и артефактов, которые хранеит в своих архивах, где хранятся рукописи, печатные материалы, аудио и видеофайлы, цифровые материалы.
Архив общества насчитывает сотни исторических рукописей и других документов о жизни американских еврейских групп, в том числе документы Совета еврейских федераций и благотворительных фондов, Совета синагог Америки, Американского еврейского конгресса, Американского еврейского комитета, Еврейского благотворительного общества, документы HIAS (бывшее Общество помощи еврейским иммигрантам) с 1954 по 2000 год, документы Объединённой еврейской призывной федерации Нью-Йорка и организаций предшественников с 1909 по 2004 год, а также архивы Движения американских советских евреев.
AJHS принадлежит оригинальная рукопись «Нового Колосса» Эммы Лазарус, а также очень ранние американские еврейские документы, среди которых учебник грамматики иврита Иуды Мониса (1735 г.) и первым американский сидур для еврейских праздников, напечатанный на английском языке изданный в 1761 году, первый еврейско-английский молитвенник, изданный в США в 1826 году. Общество также хранит документы американских еврейских патриотов американской революции, в том числе брачный контракт Хайма Соломона, датированный 1777 годом. В коллекции портретов хранятся более 400 портретов американских евреев до 1865 года.
Общество поддерживает Зал еврейско-американской славы, который был основан в 1969 году в музее Джуды Л. Магнеса в Беркли и стал частью Американского еврейского исторического общества в 2001 году.
AJHS занимается общественной и образовательной деятельностью, публикует журналы, информационные бюллетени, монографии и справочные материалы об жизни американских евреев. В 2007 году AJHS быд одним из получателей гранта в размере 20 миллионов долларов от корпорации Карнеги, что стало возможным благодаря пожертвованию мэра Нью-Йорка Майкла Блумберга.

## История
На первом собрании присутствовало 40 человек; председателем общества был избран Оскар С. Штраус, а секретарём Сайрус Адлер. В 1899 году последний был избран председателем, а Штраус — почётным председателем. Ежегодно происходят съезды, на которых обсуждается деятельность общества .
К началу XX века общество выпустило 16 томов «Publications of the American Jewish Historical Society» (New York, 1893—1908), содержащих статьи и много неопубликованных архивных документов.
Холландер и Гинер разработали историю того периода, когда в английских и голландских колониях евреи после упорной борьбы добились политических прав, в которых им отказывали на родине. С. Адлер исследовал деятельность инквизиции в Мексике, а Д. Α. Когут в Южной Америке. Кайзерлинг писал о еврейской колонизации в странах Южной Америки и о первоначальной литературной деятельности евреев в Бразилии и Суринаме. Макс И. Колер и А. М. Дейер написали интересные статьи об истории еврейской общины в Нью-Йорке. Коген и Филиппсон занимались историею поселения евреев в Техасе и Огайо. Герберт Фриденвальд выяснил роль евреев в американской революции и писал также о еврейских поселениях в Британских колониях Вест-Индии.